# Корнило-Наталовка
Корнило-Наталовка (укр. Корнило-Наталівка) — село,
Заречанский сельский совет,
Верхнеднепровский район,
Днепропетровская область,
Украина.
Код КОАТУУ — 1221085505. Население по переписи 2001 года составляло 34 человека.

## Географическое положение
Село Корнило-Наталовка находится на левом берегу реки Домоткань,
выше по течению на расстоянии в 1,5 км расположено село Акимовка,
ниже по течению примыкает село Бородаевские Хутора,
на противоположном берегу — село Василевка.